# Félix Robatto
Luiz Félix de Oliveira Robatto Campos (Belém, 11 de abril de 1982), mais conhecido como Félix Robatto, é um guitarrista, percussionista, cantor, compositor, produtor musical e pesquisador de música latino-amazônica. Um dos grandes nomes da nova geração da Guitarrada e Lambada. 
Biografia
Vida pessoal
Félix Robatto nasceu em Belém do Pará, é filho de mãe paraense e pai baiano, o artista plástico Waldo Robatto, que tem uma galeria de arte na cidade em que mora, Salvador (BA). Tem uma irmã por parte de mãe e três irmãos por parte de pai, entre eles o artista plástico e ilustrador Neto Robatto, padrinho de sua filha mais nova e responsável pela arte da capa de seu segundo álbum solo, Belemgue Banger.
Aos 13 anos começou a tocar na noite. Apesar de ser conhecido como guitarrista, foi como percussionista que começou a tocar em bandas baile. A primeira foi a Banda Nexu's, onde conheceu Adriano Sousa, que toca com ele até hoje. Em 1998, foi percussionista da banda Zarah, onde conheceu Gaby Amarantos, que era vocalista do grupo. Também passou pela Banda Nova, Mahrco Monteiro, Banda Marca Registrada (a da capa), Banda Origem e Os Bárbaros da Bossa.
Em 2001, iniciou o curso de Educação Artística com habilitação em Música na Universidade do Estado do Pará (UEPA), onde desenvolveu um trabalho de pesquisa de Guitarrada com Alcir e Diego Muralha que deu origem à banda La Pupuña. Foi durante esse projeto, que Félix se aproximou de Pio Lobato por conta de sua pesquisa pioneira sobre Guitarrada, referência para seu trabalho até hoje, e Mestre Vieira, sua grande inspiração. Por conta da agenda de shows e viagens com o La Pupuña, Félix não conseguiu concluir o curso. 
Aos 19 anos, foi pai de Hector Matheus, que nasceu em janeiro de 2002. Em março de 2007, nasceu seu segundo filho, Heitor Félix.
Em 2012, casou com a jornalista e produtora cultural paraense Sonia Ferro, sua empresária e sócia em projetos como Lambateria, que também atua como DJ de música latino-amazônica com o nome artístico de Rebarbada.
Em junho de 2013, teve com Sonia, Maria Helena, também conhecida como Pitelzinha, que ganhou uma música instrumental no primeiro álbum do pai, “Equatorial, Quente e Úmido” onde é possível ouvir alguns sons produzidos por ela, que ainda era bebê. 
Enquanto Hector trabalha nos eventos do pai, Heitor e Maria Helena estudam música. Heitor é aluno de percussão de Márcio Jardim e Maria Helena, aluna do Conservatório Carlos Gomes.
Grande apaixonado pela música paraense, Robatto realizou o sonho de ter seu próprio estúdio em 2023 com o Pupuña Estúdio, que teve como primeiro trabalho o álbum Gaby canta Tecnoshow, vencedor do Grammy Latino de Melhor Música de Raízes em Língua Portuguesa. 
Carreira
O guitarrista e percussionista Félix Robatto é um pesquisador da música latino-amazônica que vem se destacando como produtor musical no cenário nacional e internacional. Seu trabalho mostra uma música contemporânea paraense construída a partir de elementos da Guitarrada/Lambada, Surf Music, música latina e Pop. Nascido em Belém do Pará, suas músicas falam do cotidiano paraense, de símbolos regionais, mas com um toque universal. A música feita pelo artista é feita para dançar, grande influência de seu grande ídolo, Mestre Vieira. 
Começou a tocar na banda baile Nexu's, onde conheceu Adriano Sousa, que toca com ele até hoje. Em 1998, foi percussionista da banda Zarah, onde conheceu Gaby Amarantos, que era vocalista do grupo. Também passou pela Banda Nova, Mahrco Monteiro, Banda Marca Registrada, Banda Origem e Os Bárbaros da Bossa.
Em 2004, fundou a banda La Pupuña que circulou não só pelo Brasil, mas também pelos Estados Unidos e Europa, apresentando a “Guitarrada Progressiva”, mistura do estilo paraense a influências como Surf Music e psicodelia. O grupo se formou a partir de um projeto de pesquisa quando Félix cursava Música na Universidade do Estado do Pará (UEPA) e foi um dos grandes responsáveis por colocar a Guitarrada de volta aos salões. Com o La Pupuña, se apresentou nos principais festivais de música independente do Brasil e em eventos como SXSW (South by SouthWest), no Texas (EUA) e Wasser Musik em Berlim (Alemanha). Uma das marcas registradas da banda foi assumir a camisa florida como figurino, lançando moda entre os mais jovens e fazendo referência aos mestres que sempre vestiram a camisa florida nos shows. 
O músico realizou, em 2007, o inusitado projeto “The Charque Side of the Moon”, releitura com gêneros amazônicos do clássico “The Dark Side of the Moon” do grupo inglês Pink Floyd. 
Apaixonado por Surf Music, Félix criou o trio The Vassos, em que esse gênero, que é uma vertente do rock, era tocado por uma guitarra, um baixo e uma bateria. Além dos clássicos como “Walk don´t run”, eternizada pelos The Ventures, “Surf Rider”, que foi tema do filme Pulp Fiction, e “Hawai Five-0”, tema da série de TV que leva o mesmo nome (a música está no primeiro disco solo de Félix), o trio fazia versões de Bregas com uma pegada nervosa. O clássico “Marambaia”, de Buscapé Blues, é música obrigatória.
Em 2010, a banda terminou e deu origem ao grupo Félix y Los Carozos, que seguiu com as experimentações musicais. Com o grupo, se apresentou no circuito Prata da Casa, no SESC Pompeia (SP) e no SESC São José dos Campos.
Paralelamente ao Los Carozos, o músico foi convidado por Carlos Eduardo Miranda a integrar e produzir a banda da cantora Gaby Amarantos. Foi dele a produção musical do primeiro álbum solo da artista, o “Treme”, lançado em 2011 e indicado ao Grammy Latino 2012 na categoria Melhor Álbum de Música Regional ou de Raízes Brasileiras. O quarto álbum da cantora Lia Sophia, que agradou a crítica especializada e teve várias faixas em trilha sonora de novelas e minisséries da TV Globo, também foi produzido por ele.
Félix assinou ainda a produção musical de um projeto do Instituto de Artes do Pará (IAP) que fez releituras de tradicionais canções de cordões de pássaros juninos e será lançado em junho de 2014. Ele também é o responsável pela direção musical do primeiro DVD do Mestre Vieira (Mestre Vieira – 50 anos de Guitarrada), o criador e principal compositor de Guitarradas.
Robatto participou das duas primeiras edições do Terruá Pará, projeto do Governo do Estado que propõe a difusão e circulação da música paraense. Em 2006, ele participou como membro do grupo La Pupuña e, em 2011, foi integrante da banda-base e assistente de direção do Terruá Pará 2 do diretor musical Carlos Eduardo Miranda.
Em maio de 2015, lançou seu primeiro disco solo: “Equatorial, Quente e Úmido”, um álbum pop com referência forte da música latina. Nesse trabalho, Félix misturou suas influências e condensou os trabalhos anteriores feitos por ele. Cúmbia, Carimbó, Guitarrada, Cadance Lypso e Surf Music são alguns dos gêneros musicais presentes neste novo trabalho. Gravado, mixado e masterizado no APCE Estúdio (Belém), a direção vocal do disco é de Lia Sophia. O CD tem a participação especial do compositor Paulo André Barata. Ele divide os vocais com Robatto em “Baiuca ́s Bar”, música de sua autoria e de seu pai, Ruy Barata, e que ganhou uma versão para este trabalho.
O CD começou com turnê de lançamento no dia 05 de maio de 2015 em São Paulo. Félix abriu o projeto Sesc Prata da Casa 2015 do Sesc Pompeia. Já com seu trabalho solo, Robatto participou de importantes festivais de música brasileiros: Porto Musical em Recife (evento internacional da WOMEX), Feira da Música de Fortaleza e Se Rasgum (Belém).
Ao dar início à carreira solo, Félix realizou por dois anos uma das festas mais conceituadas e badaladas de Belém: a Quintarrada, realizada todas as quintas. A noite era embalada por Guitarrada, mas também Merengue, Cúmbia, Lambada, Carimbó e Flash Brega. Virou referência na cidade por ser um local para se ouvir e dançar a tradicional e nova música paraense. Pelo palco da Quintarrada, passaram Mestre Damasceno, Mestre Vieira, Dona Onete, Lia Sophia, Pinduca, Gang do Eletro, Strobo, Mestre Curica e muito mais (a cada semana, Robatto recebia um convidado diferente). Artistas como Gaby Amarantos, Donatinho, Luiza Possi e Ximbinha já marcaram presença na festa. 
Em junho de 2016, lançou um novo projeto que vem movimentando a cena cultural de Belém: a Lambateria. A festa semanal também realizada às quintas traz um repertório dançante com gêneros latino-amazônicos. O conceito musical da Lambateria tem relação com o segundo disco do guitarrista que é resultado de uma pesquisa sobre as origens da Lambada. Em 2017, a festa cresceu e ganhou um Festival que é realizado em outubro, na sexta-feira que antecede o Círio, em Belém. O Festival Lambateria já faz parte do calendário da cidade e é considerado uma grande vitrine da música latino-amazônica. Já recebeu artistas como Gaby Amarantos, Lia Sophia, Pinduca, Mauro Cotta, Warilou, Fruto Sensual com Orquestra de Cordas, a rainha da Tecnocumbia, a peruana Rossy War e o grupo de Guadalupe Les Aiglons, responsáveis pelo clássico “Cuisse La”, aqui conhecida como “Melô do Wipitipiti”.
Em outubro de 2016, Félix lançou “Belemgue Banger”, seu segundo álbum solo, pelo selo Natura Musical com programação de lançamento em Belém (PA), Bragança (PA), Rio de Janeiro e São Paulo. Em Belém, o show de lançamento contou com a participação de Loalwa Braz, a vocalista da banda Kaoma que rodou o mundo cantando sucessos como “Dançando Lambada” e “Chorando Se Foi” e fez seu primeiro show em Belém no lançamento do álbum do artista. “Belemgue Banger” é fruto de uma pesquisa sobre a Lambada, gênero musical que surgiu no Pará na década de 70.
Em abril de 2017, Félix foi convidado para participar do projeto Sem Palavra, que reuniu onze artistas (dez brasileiros e um argentino) para fazer recriações instrumentais de canções clássicas do cenário pop mundial. Idealizado pelo produtor paulista Leonardo Vinhas, o álbum está disponível para download gratuito pelo selo Scream&Yell.
Atuando como diretor de todos os seus trabalhos, Félix produziu todos os seus discos solo e foi o responsável pelo roteiro e co-direção de seu primeiro videoclipe, “Eu Quero Cerveja”, e lançou no início de 2018 o clipe da música “Interior do Pará” com direção de Jr Braga. 
Em agosto de 2018, lançou o disco infantil “Guitarrada para Bebês”, um trabalho de regravação de clássicos da Guitarrada com sons de caixinha de música e voltado para o público infantil. O projeto foi produzido por ele e tem co-produção de Renato Sinimbu. Com patrocínio do Banco da Amazônia, o projeto “Guitarrada para Bebês” traz dez faixas, releituras de composições de grandes guitarreiros como Mestre Vieira (“Lambada Jamaicana” e “Bolinha”), Aldo Sena (“Solo de Craque” e “Lambada Complicada”), Mestre Solano (“Abaetetuba no Embalo”), Pio Lobato (“Mestre Vieira” e “Psicocumbia”), Félix Robatto (“Amazon Sisserou” e “La Pupuña”) e Lucas Estrela (“Sal ou Moscou”).
Criador do Clube da Guitarrada, Félix desenvolve também o projeto Lambadeiros do Trovão, grupo de percussão que traz os gêneros musicais paraenses, como Lambada e Carimbó, tocados com pegada de bloco de rua. O projeto desfilou pela primeira vez no Carnaval 2020 pelo bloco Lambateria, comandando o cortejo do Ver-o-Rio para a Casa Mangueirosa.
No período de isolamento social, Robatto seguiu produzindo em casa. Lançou singles/clipes como “A Minha Prece” e “Noite de Toró” e “Seu Otário” em parceria com a banda Fruto Sensual. Foi produtor musical do disco “Tropicodélico” de Bruno Benitez, “A Volta do Brega Raiz” de Lucyan Costa, “Energia”, disco de Renah e “Meus Boleros”, de Nanda Miranda.
O artista lançou no Festival Internacional de Documentário Musical In-Edit Brasil 2023 o documentário “As Origens da Lambada”, que conta, por meio de entrevistas, a história da origem desse gênero musical que surgiu no Pará na década de 1970. O documentário leva o selo Natura Musical e é o primeiro a contar a história desse gênero musical que ganhou o mundo e surgiu no Norte do Brasil. 
Robatto foi convidado por Gaby Amarantos para fazer a produção musical do álbum “Tecnoshow” que traz regravações dos clássicos da banda que revelou Gaby. O álbum foi vencedor do Grammy Latino 2023 como Melhor Disco de Raízes em Língua Portuguesa.
Atualmente, se dedica ao seu estúdio, o Pupuña Estúdio, e à gravação de seu terceiro álbum.
Documentário As Origens da Lambada
Lambada é uma expressão usada no Norte do país para algo forte: de uma lapada a uma dose de cachaça. Assim, no Pará, na década de 1970, a música forte e dançante que chegava do Caribe pelas rádios AM e portos, recebeu o nome de Lambada, sofreu influência da sonoridade local e deu origem ao gênero musical que conquistou o mundo. Para contar essa história, ouvimos aqueles que estão nas fichas técnicas dos álbuns da época: são técnicos de som, produtores e músicos como Mestre Solano, Pinduca e o produtor musical Jesus Couto. O filme traz músicas de Félix Robatto, pesquisador desse gênero musical, em show gravado em Belém em outubro de 2019, no Festival Lambateria antes da pandemia, que conta a história da Lambada. Com direção de Félix e da jornalista Sonia Ferro, o filme de 52 minutos faz um passeio pela história desse gènero musical que ganhou o mundo. Lançado em 2023 no Festival Internacional de Documentário Musical In-Edit Brasil, o filme está disponível no canal no Youtube do artista. 
Discografia
2007 – The Charque Side of The Moon
2008 – All Right Penoso!!! (La Pupuña)
2013 – Disco Avuadô (La Pupuña)
2015 - Equatorial, Quente e Úmido (Félix Robatto)
2016 – Belemgue Banger (Félix Robatto)
2018 – Guitarrada para Bebês (Félix Robatto e Renato Sinimbu)
2020 – A Minha Prece (Félix Robatto)
2021 – Noite de Toró (Félix Robatto)
2021 – Seu Otário (Fruto Sensual ft Félix Robatto)
2022 - Bolero Meu (Félix Robatto)
2022 - PioZzolla - Um tema para Pio Lobato e Astor Piazzolla (Félix Robatto)
2023 - Amor que Sentí (Félix Robatto e Bruno Benitez feat Rossy War)
2023 – Documentário As Origens da Lambada (Direção: Sonia Ferro / Félix Robatto)
1. ↑  Sotaques (26 de dezembro de 2016). «Félix Robatto A Guitarra de Belém Pará». Consultado em 29 de junho de 2024
2. ↑  «Família Robatto: uma paixão pela música paraense passada de pai para filhos». O Liberal. Consultado em 29 de junho de 2024
3. ↑  «Félix Robatto apresenta sua guitarrada pop». Estadão. Consultado em 29 de junho de 2024
4. ↑  Sotaques (26 de dezembro de 2016). «Félix Robatto A Guitarra de Belém Pará». Consultado em 29 de junho de 2024
5. ↑  «Cultura Livre por Félix Robatto». TV Cultura. Consultado em 29 de junho de 2024
6. ↑  «Filme expõe origens da lambada, no Pará dos anos 1970, em tom didático». G1. 12 de junho de 2023. Consultado em 29 de junho de 2024